# Raisa Aronowa
Raisa Jermołajewna Aronowa (ros. Раиса Ермолаевна Аронова, ur. 10 lutego 1920 w Saratowie, zm. 20 grudnia 1982 w Moskwie) – radziecka lotniczka wojskowa, major, Bohater Związku Radzieckiego (1946).

## Życiorys
Ukończyła szkołę średnią, aeroklub, dwa kursy Saratowskiego Instytutu Mechanizacji Gospodarki Rolnej im. Kalinina, w 1940 przeniosła się do Moskiewskiego Instytutu Lotniczego. Od października 1941 służyła w Armii Czerwonej, w 1942 ukończyła lotniczą szkołę pilotów w mieście Engels, od 1942 należała do WKP(b). Od maja 1942 do końca wojny walczyła w składzie 4 Armii Powietrznej na Froncie Północno-Kaukaskim, 4 Ukraińskim i 2 Białoruskim, brała udział w obronie Kaukazu, wyzwoleniu Krymu, Białorusi, zajęciu Polski i zdobyciu Berlina. 23 marca 1943 została ranna. Wykonała łącznie 941 lotów bojowych. W 1952 ukończyła Instytut Języków Obcych. W 1961 przeszła do rezerwy w stopniu majora. Opublikowała wspomnienia pt. Nocne wiedźmy (wyd. pol. 1980). Została pochowana na Cmentarzu Kuncewskim. Jej imieniem nazwano ulicę w Saratowie.

## Odznaczenia
- Złota Gwiazda Bohatera Związku Radzieckiego (15 maja 1946)[3]
- Order Lenina (15 maja 1946)
- Order Czerwonego Sztandaru (dwukrotnie – 25 października 1943 i 22 maja 1945)
- Order Wojny Ojczyźnianej I klasy (30 sierpnia 1944)
- Order Czerwonej Gwiazdy (9 września 1942)
- Medal „Za obronę Kaukazu”
- Medal „Za zwycięstwo nad Niemcami w Wielkiej Wojnie Ojczyźnianej 1941–1945”

I inne.